# Таксация
Такса́ция (от лат. taxatio — «оценка, определение стоимости») — отрасль лесохозяйственных знаний, занимающаяся способами определения объёма срубленных и растущих деревьев, запаса насаждений и прироста как отдельных деревьев, так и целых насаждений. В Российской Федерации таксацию проводят при лесоустройстве, отводе лесосек в рубку, инвентаризации леса.

## Этимология
В «Словаре иностранных слов, вошедших в состав русского языка» 1894 года Чудинова А. Н.: 
«таксация — определение таксы, оценка земель и лесов по стоимости деревьев, вычисление убыли и прибыли леса и прочее»; 
«таксатор — оценщик, преимущественно леса, по стоимости деревьев». Оба слова происходят по мнению Чудинова от слова «такса (фр. taxe ← лат. taxario — „ценить“) — установленная цена на известные съестные припасы или за услуги». 
По мнению Фасмера слово «такса» попало в русский язык из латинского языка через нем. Тахе — «объявление, оценка».

## Ландшафтная таксация
Ландшафтная таксация — предпроектное ландшафтно-архитектурное и биотехническое изучение и оценка территории.
Она проводится с целью выявления и описания по биологическим, ландшафтно-архитектурным, санитарно-гигиеническим и защитным достоинствам и состоянию таксационных выделов, используемых при разработке мероприятий по архитектурной планировке территории, уходу за насаждениями и улучшению сложившихся ландшафтов.
Таксация проводится таксатором — лесным техником, занимающимся устройством и оценкой лесных насаждений и порубок.
Таксация как учебная дисциплина изучается в лесохозяйственных высших учебных заведениях.
В России кафедры таксации есть в Уральском Государственном Лесотехническом Университете, Московском государственном университете леса, Санкт-Петербургском государственном лесотехническом университете, Архангельском государственном техническом университете, Воронежской государственной лесотехнической академии, Сибирском государственном технологическом университете, Поволжском государственном технологическом университете, Саратовском государственном аграрном университете им Н. И. Вавилова и в других высших учебных заведениях.
Наибольший вклад в развитие таксации внесли: Н. П. Анучин, В. А. Бугаев, И. С. Мелехов, Г. Ф. Морозов, М. К. Турский, В. Тюрин, В. В. Успенский, В. С. Чуенков.